# Binlah Sonkalagiri
Binlah Sonkalagiri (thailändisch บินหลา สันกาลาคีรี Binla Sankalakhiri, Pseudonym von Wuthichat Choomsanit, thailändisch วุฒิชาติ ชุ่มสนิท; * 1965) ist ein thailändischer Schriftsteller. Für sein Werk Chao Ngin (Prinzessin) gewann er 2005 den prestigeträchtigen S.E.A. Write Award.

## Leben
Nach seinem Schulabschluss an der Mahavajiravudh-Songkhla-Schule in der Provinz Songkhla studierte er an der Fakultät für Schöne Künste der Chulalongkorn-Universität in Bangkok, doch brach er das Studium ab, um Herausgeber von Pai Yarn Yai zu werden. Er arbeitete auch als Reporter für die Tageszeitungen Matichon und Khao Sod. Seit 1994 ist Binlah freier Schriftsteller und wohnt derzeit in der Provinz Chiang Mai.
Binlah veröffentlicht sowohl unter dem Pseudonym als auch unter seinem Klarnamen Kurzgeschichten, Kinderbücher, Novellen und Reiseberichte.

## Veröffentlichungen (Auswahl)
- คนรักกับจักรยาน khon rak kap jakrajan (Leute lieben Fahrrad fahren)
- คิดถึงทุกปี kid tueng tuk pi (Jedes Jahr vermiss ich dich)
- ดวงจันทร์ที่จากไป duang tschan thi jak bai (Der Mond ist weg)
- ดื่มทะเลสาบ อาบทะเลทราย duem thale sab ab thale sai (Trink den See, bade in der Wüste)

| Personendaten    | Personendaten                                                                              |
| ---------------- | ------------------------------------------------------------------------------------------ |
| NAME             | Binlah Sonkalagiri                                                                         |
| ALTERNATIVNAMEN  | Wuthichat Choomsanit; Chao Ngin; บินหลา สันกาลาคีรี (thailändisch); วุฒิชาติ ชุ่มสนิท (thailändisch) |
| KURZBESCHREIBUNG | thailändischer Schriftsteller                                                              |
| GEBURTSDATUM     | 1965                                                                                       |